# El Prat Gros (Santa Cecília de Voltregà)
El Prat Gros és una masia de Santa Cecília de Voltregà (Osona) protegida com a Bé Cultural d'Interès Local.

## Descripció
La masia del Prat Gros està situada al sud-est del nucli de Santa Cecília de Voltregà. Es tracta d'una masia de planta rectangular amb coberta de dos aiguavessos de teula àrab amb carener perpendicular a la façana. S'observa una construcció auxiliar orientada nord-sud de planta rectangular i coberta de dos aiguavessos de teula àrab situada davant de la façana principal.
En alçada el cos principal consta de planta baixa, primer pis i golfes. La Façana principal s'orienta a llevant i la porta principal és d'arc de mig punt dovellat, a les dovelles centrals de l'arc hi ha incisa la data de 1865. Destaca la porxada de la façana sud d'arc de mig punt rebaixats. El parament dels murs de la masia són de maçoneria de pedra rústica, es conserven fragments de l'arrebossat. D'altra part, els murs de la construcció auxiliar són de maó sense arrebossar.

## Història
La primera notícia documental que coneixem de la masia del Prat Gros és un fogatge datat l'any 1360.